# Andreas Bleck
Andreas Bleck (* 17. April 1988 in Neuwied) ist ein deutscher Politiker (AfD). Er ist seit 2017 Mitglied des Deutschen Bundestages.

## Leben
2005 erhielt Bleck seine Mittlere Reife an der Heinrich-Heine-Realschule. Nach dem Abitur 2009 an der David-Roentgen-Schule in Neuwied begann Bleck ein Lehramtsstudium für die Fächer Deutsch und Erdkunde an der Universität Koblenz-Landau. Von 2011 bis 2012 gehörte er dort dem AStA als Referent für interne Hochschulpolitik an. In dieser Zeit wurde er vor allem für seine Mitgliedschaft in der rechtspopulistischen Bürgerbewegung Pax Europa kritisiert, der er seit 2010 angehört.
Von 2016 bis 2017 war er wissenschaftlicher Mitarbeiter des rheinland-pfälzischen AfD-Landtagsabgeordneten Jan Bollinger, der dort Parlamentarischer Geschäftsführer seiner Fraktion im Landtag war.
Seit 2002 ist er Schiedsrichter im Fußballverband Rheinland. 2012 erhielt er die Ehrennadel in Silber für zehn Jahre Tätigkeit als Schiedsrichter.  

## Politische Tätigkeiten
Andreas Bleck gehörte von 2010 bis 2013 der CDU an. 2013 trat er dann in die Partei Alternative für Deutschland ein und gründete den Kreisverband Neuwied mit; von 2013 bis 2016 war er dessen stellvertretender Vorsitzender. Bleck war außerdem von 2015 bis 2017 Beisitzer im Bundesvorstand der Jungen Alternative für Deutschland. Von 2016 bis 2017 war er zudem Beisitzer im Landesvorstand der AfD Rheinland-Pfalz.
Bleck gehört seit 2014 dem Kreistag des Landkreises Neuwied an. Von 2014 bis 2016 war er stellvertretender AfD-Fraktionsvorsitzender im Kreistag, seit 2016 ist er Fraktionsvorsitzender.
Bei der Bundestagswahl 2017 zog er über die Landesliste Rheinland-Pfalz in den Deutschen Bundestag ein. Dort war er ordentliches Mitglied im Ausschuss für Umwelt, Naturschutz und nukleare Sicherheit. Im Sportausschuss sowie im Ausschuss für Wahlprüfung, Immunität und Geschäftsordnung war er stellvertretendes Mitglied.
Im September 2021 zog Bleck bei der Bundestagswahl auf Listenplatz 3 der Landesliste Rheinland-Pfalz erneut in den Bundestag ein. Zudem kandidierte er als Direktkandidat im Bundestagswahlkreis Neuwied, erreichte dort aber mit 9,4 % der Erststimmen nur den dritten Platz. Er ist Mitglied im 2. Untersuchungsausschuss der 20. Wahlperiode des Deutschen Bundestages.

## Politische Positionen
Der Rhein-Zeitung sagte Bleck im August 2017, ihn würden die provokanten Parolen anderer AfD-Mitglieder in sozialen Netzwerken stören. „Dennoch setzt auch er bei Facebook auf die AfD-typischen aus Porträtbild, Parteilogo und knackigen Zitaten zusammengesetzten Grafiken aus dem Baukasten“, schrieb die Zeitung. Den Islam bezeichnet Bleck als „Integrationshindernis“.
Vor dem Hintergrund CO2-armer Energieerzeugungsalternativen setzt sich Bleck für eine Weiterführung von Kernkraftwerken ein.